# Зедубани (Харагаульский муниципалитет)
Зедубани (груз. ზედუბანი) — село в Грузии, на территории Харагаульского муниципалитета края (мхаре) Имеретия.

## География
Село находится в западной части Грузии, на левом берегу реки Ваханисцкали (левый приток Чхеримелы), на расстоянии 16 километров к юго-востоку от посёлка городского типа Харагаули, административного центра муниципалитета. Абсолютная высота — 556 метров над уровнем моря.

## Население
По результатам официальной переписи населения 2014 года, в Зедубани проживало 154 человека (79 мужчин и 75 женщин). В национальной структуре населения грузины составляли 100 %.
| Год  | Население, человек |
| ---- | ------------------ |
| 2002 | 239                |
| 2014 | ↘ 154              |